# Kanton Banon
Banon is een voormalig kanton van het Franse departement Alpes-de-Haute-Provence. Het kanton maakte deel uit van het arrondissement Forcalquier. Het werd opgeheven bij decreet van 24 februari 2014, met uitwerking op 22 maart 2015. Alle gemeenten werden toegevoegd aan het kanton Reillanne.

## Gemeenten
Het kanton Banon omvatte de volgende gemeenten:
- Banon (hoofdplaats)
- L'Hospitalet
- Montsalier
- Redortiers
- Revest-des-Brousses
- Revest-du-Bion
- La Rochegiron
- Saumane
- Simiane-la-Rotonde